# Bärensteine

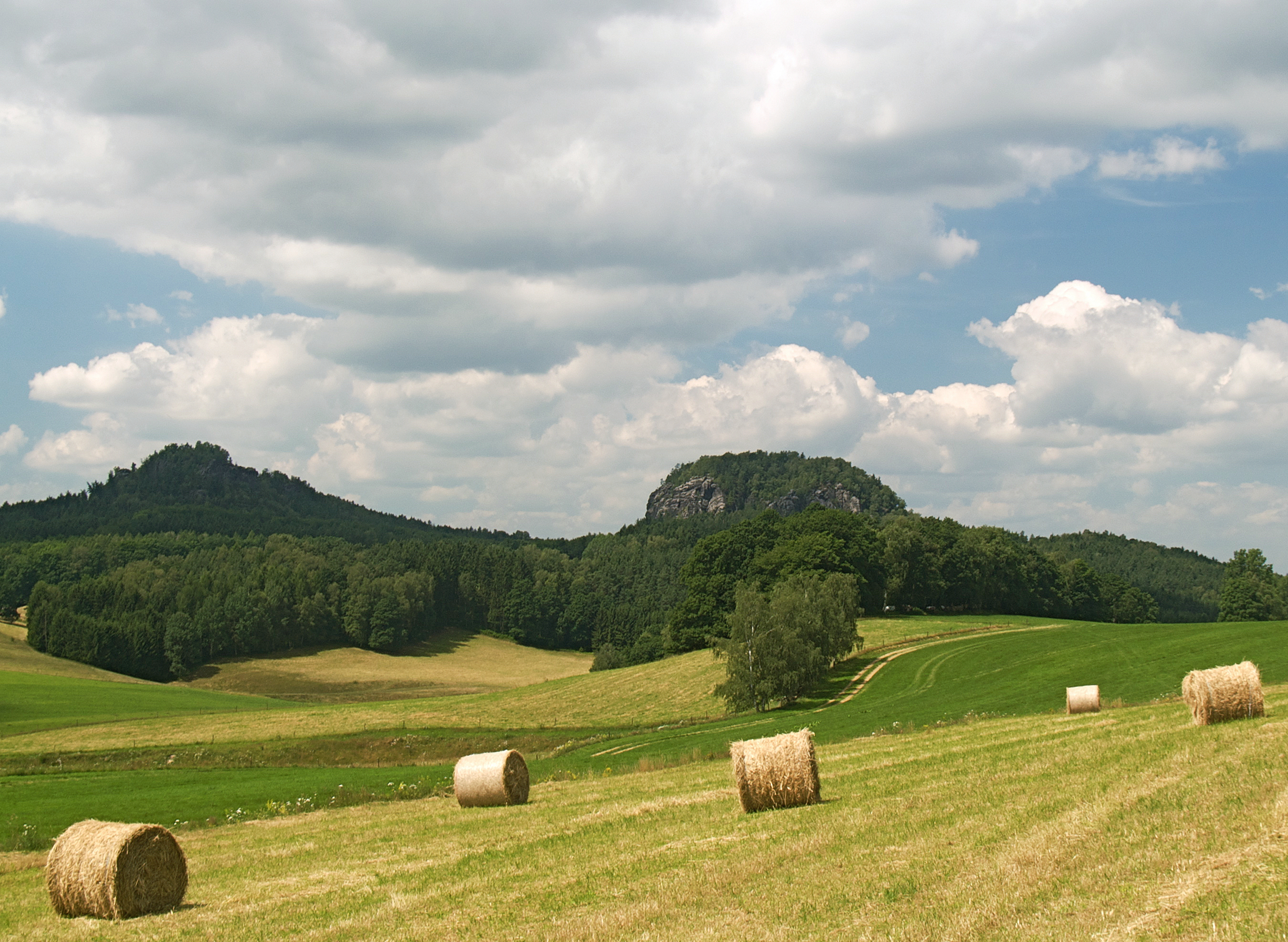
Die Bärensteine von Weißig aus gesehen:
Links der Kleine, rechts der Große Bärenstein.

Die Bärensteine zwischen den Struppener Ortsteilen Naundorf im Westen, Weißig im Osten und Thürmsdorf im Süden sind ein aus dem Großen und dem Kleinen Bärenstein bestehendes Bergmassiv in der Sächsischen Schweiz im Freistaat Sachsen.
Der Kleine Bärenstein hat eine Höhe von 338 Meter und ist damit etwas höher als der 327 Meter hohe Große Bärenstein. Die Unterscheidung der beiden Berge nach „groß“ und „klein“ geht auf den Umfang der Felsgruppen und nicht auf die Höhe zurück.
Beide Berge sind durch Wanderwege erschlossen und bieten insbesondere Aussichten über die in nördlicher und östlicher Richtung liegenden Tafelberge und Felsmassive des Elbsandsteingebirges.
Auf dem Kleinen Bärenstein befand sich einst eine Aussichtsgaststätte, die nach dem Zweiten Weltkrieg geplündert und abgerissen wurde.
Der Chronist Götzinger vermutete den Namensursprung der Bärensteine Anfang des 19. Jahrhunderts noch im Zusammenhang mit den einst in der Sächsischen Schweiz heimischen Braunbären. Dies erscheint für den seit der Landnahme intensiv genutzten Bereich der Vorderen Sächsischen Schweiz im Umfeld der Berge jedoch unwahrscheinlich, denn damit dürfte (im Gegensatz zur Hinteren Sächsischen Schweiz) kein ausreichend großes Revier bzw. Streifgebiet mehr vorhanden gewesen sein. Naheliegender ist ein Zusammenhang zur obersächsisch-meißnischen Adelsfamilie Bernstein, die seit 1541 im Umfeld der Berge als Lehnsherren in Struppen in Erscheinung traten.
Von den interessanten Höhlen der beiden Tafelberge wird nur der Diebskeller, auch Götzingerhöhle genannt, auf dem Kleinen Bärenstein regelmäßig besucht.